# Resolutie 173 Veiligheidsraad Verenigde Naties
Resolutie 173 van de Veiligheidsraad van de Verenigde Naties werd als
tweede van twee resoluties van de
VN-Veiligheidsraad die
unaniem werden aangenomen op 26 juli 1962.

## Inhoud
De Veiligheidsraad had de aanvraag voor VN-lidmaatschap van het Koninkrijk Burundi bestudeerd, en bevalde Algemene Vergadering aan om Burundi het VN-lidmaatschap toe te kennen.

## Verwante resoluties
- Resolutie 170 Veiligheidsraad Verenigde Naties (Tanganyika)
- Resolutie 172 Veiligheidsraad Verenigde Naties (Rwanda)
- Resolutie 174 Veiligheidsraad Verenigde Naties (Jamaica)
- Resolutie 175 Veiligheidsraad Verenigde Naties (Trinidad en Tobago)

Lijst ·  171 ·  172 ·  173 ·  174 ·  175 ·  176 ·  177